# Parti szőlő
A parti szőlő (Vitis riparia, syn.: Vitis vulpina) egy szőlőfaj, mely az Amerikai Egyesült Államokból, illetve Kanadából terjedt el Európában. Magyar nevének szinonimái az illatos szőlő és a ripária.

## Jellemzése
20 m-es magasságba is fel tud kapaszkodni. A kacsok kétágúak. Tenyeresen karéjos levelei 8–18 cm hosszúak, többnyire 3 kisebb karéjúak, felül fényes élénkzöldek, fonákuk világoszöld. A növény őszi lombszíne sárga. 
Májusban és júniusban virágzik. Minden harmadik szárcsomón (nóduszon) fejlődik a levelekkel átellenesen álló bugavirágzat, melynek virágai sárgás színűek. Bíborfekete, 6–9 cm-es bogyótermése van, amely fanyar és savanykás. 2–4, általában körte alakú magja van.
A hidegnek nagyon jól ellenáll, -57 fokos hőmérsékletig fagyálló. A szárazságot is jól tűri.

## Elterjedése
Észak-Amerika középső és keleti része, Európa. Észak-Amerikában az egyik leggyakoribb szőlőfaj.

## Élőhelye
Magyarországon nagyobb folyóink árterében található meg, ahol tömegesen elvadult. Alanynak használják.